# Nés pour cogner
Nés pour cogner (益荒王, Masuraō) est un seinen manga de Shin'ichi Sakamoto, prépublié dans le magazine Weekly Young Jump et publié par l'éditeur Shūeisha en sept volumes reliés sortis entre octobre 2005 et janvier 2007. La version française est éditée par Delcourt en sept tomes sortis entre février 2008 et mars 2009.

## Synopsis
Takeshi Yamato, un garçon bagarreur (chef de gang) doit déménager à Osaka où son père a été muté.
Yamato cache un lourd secret; il est doté d'un engin (pénis) surdimensionné  qui l'a toujours complexé. 
Cette nouvelle ville où nul n'est au courant de cette caractéristique est pour lui l'occasion de répartir de zéro, de mener une vie rangé. Mais hélas, rien ne se passe comme prévu.

## Personnages
Takeshi Yamato
Takeshi est un jeune homme de 17 ans bagarreur mais surtout chef du gang de son lycée à Tokyo.
Mais il est obligé de suivre son père à Osaka ville où il a été muté. Prenant la chose du bon côté, il décide d'y changer de vie et de se ranger.
Mais rien ne se passe comme prévu, à peine arrivé que son secret est découvert; car oui il a un secret, il est doté d'un engin surdimensionné. 
La rumeur dans son lycée se répand et comme d'habitude, il devient le principal sujet de conversation et de moquerie. 
Il est donc obligé d'employer son ancienne méthode pour essayer de faire oublier ce détail (la bagarre) et se faire respecter.

## Liste des volumes
| no | Japonais         | Japonais          | Français        | Français          |
| no | Date de sortie   | ISBN              | Date de sortie  | ISBN              |
| -- | ---------------- | ----------------- | --------------- | ----------------- |
| 1  | 19 octobre 2005  | 978-4-08-876866-3 | 13 février 2008 | 978-2-7560-1317-6 |
| 2  | 19 janvier 2006  | 978-4-08-877022-2 | 16 avril 2008   | 978-2-7560-1318-3 |
| 3  | 19 avril 2006    | 978-4-08-877063-5 | 11 juin 2008    | 978-2-7560-1407-4 |
| 4  | 19 juin 2006     | 978-4-08-877105-2 | 20 août 2008    | 978-2-7560-1475-3 |
| 5  | 19 octobre 2006  | 978-4-08-877152-6 | 15 octobre 2008 | 978-2-7560-1476-0 |
| 6  | 19 décembre 2006 | 978-4-08-877188-5 | 14 janvier 2009 | 978-2-7560-1477-7 |
| 7  | 19 janvier 2007  | 978-4-08-877198-4 | 11 mars 2009    | 978-2-7560-1478-4 |